# Tony Hymas
Anthony „Tony“ Hymas (* 23. September 1943) ist ein britischer Komponist und Pianist (Keyboards, Synthesizer), der sowohl im Jazzbereich als auch in der Rockmusik hervorgetreten ist.

## Leben und Wirken
Hymas begann als Chorknabe in der Exeter Cathedral; dann studierte er Klavier an der Royal Academy of Music bei Harold Rubens. In London fand er bald Anschluss an die Jazzszene. 1964 gehörte er zum Quintett von Henry Lowther und Lyn Dobson, aber auch zur Band von Don Brown. Die nächsten Jahre arbeitete er als Pianist und Komponist des Ballet Rambert. 1972 begann er als Film- und Fernsehkomponist zu arbeiten; er schrieb zunächst das Thema für die Zeichentrickserie Mr. Men. In dieser Zeit arbeitete er auch für Johnny Dankworth, Cleo Laine und Stan Sulzmann; auch begleitete er Jane Manning und Frank Sinatra.
1976 holte ihn Jack Bruce in seine Band, mit der er auch international auf Tournee ging; 1978 tourte er mit Jeff Beck und Stanley Clarke in Japan, was zu einer längeren Kooperation mit Beck führte, für den er viele Songs schrieb und unter anderem an der Einspielung der Alben There and Back (1980), Jeff Beck's Guitar Shop (1989; Grammy Award 1990), Who Else (1998) beteiligt war.  Mit Jim Diamond und Simon Phillips gründete er 1982 die Band Ph.D.
1984 wandte er sich wieder dem Jazz zu; er spielte im Trio von Tony Coe, mit dem und Hugh Burns sowie Terry Bozzio er von 1991 bis 1994 auch die Lonely Bears bildete. Daneben entstand sein Indianer-Album Oyate und seine Symphony in A flat, die das London Symphony Orchestra 1995 aufführte. In den nächsten Jahren arbeitete er auch für Sam Rivers (Eight Day Journal) und Michel Portal (Minneapolis). Mit François Corneloup, Jef Lee Johnson und David King gründete er 2003 die Band Ursus Minor, mit der Alben wie Zugzwang (2003), Coup de sang (2006) oder I Will Not Take But for an Answer (2010) entstanden. Weiterhin arbeitete er mit John Taylor (Aspects of Paragonne), Ray Russell (Ready or Not, A Table Near the Band), John McLaughlin, Bruno Chevillon, Airto und Evan Parker.

## Diskographische Hinweise
- Flying Fortress (nato 1988; rec. 1984)
- Oyate (nato 1990: mit u. a. Jim Pepper)
- A Winter’s Tale (nato 1992; mit Jean-François Jenny-Clark und Jacques Thollot)
- Tony Coe, Tony Hymas, Chris Laurence: Les sources bleues (Nato, 1992)
- Correspondances Erik Satie - Claude Debussy (nato 2007)
- Mark Anderson / Paul Dunmall / Philip Gibbs / Tony Hymas 21st Century V-Bop (Slam Records, 2010)
- De l'origine du monde (nato, 2010)
- Chroniques de résistance (nato / Broken Silence, 2014)[1]
- De Delphes (nato 2021) (solo)